# Iglesia de Santa Filomena de Ugento
La iglesia de Santa Filomena es una iglesia desconsagrada, en el corazón del centro histórico de Ugento, anexa al antiguo convento de las monjas benedictinas, hoy sede del municipio.

## Historia
La iglesia de Santa Filomena está anexa al antiguo monasterio benedictino, construido en 1500 por orden de doña Gabriella Cortese de Ugento. En 1537 una parte del edificio fue destruida a manos de los turcos, y las monjas fueron primero violadas y luego vendidas como esclavas en los mercados turcos. La única superviviente fue la abadesa sor Claramene de Brindisi, quien, tras estos hechos, retomó las riendas del monasterio. Hacia 1700 se empezó a restaurar la parte destruida del monasterio y también la iglesia anexa. No se conocen sus condiciones antes de la restauración ni podemos decir exactamente qué intervenciones se realizaron, lo cierto es que el interior fue íntegramente restaurado y adornado con valiosos estucos. Estas intervenciones duraron dos años. Con la llegada de Napoleón y con un decreto del 21 de abril de 1813, el monasterio fue confiscado y pasó a ser propiedad del Municipio que lo utilizó como prisión y sede del Tribunal de Justicia de Paz. En el estado actual del antiguo monasterio sólo queda la iglesia desconsagrada, desprovista de altares y de todas las obras de arte, parte del claustro junto con el antiguo portal de entrada. Todo lo demás fue demolido, hoy en ruinas, para dar paso a la construcción del nuevo edificio municipal. Cuando el monasterio fue comprado por el municipio en 1963, los altares actuales fueron demolidos y transportados a otros lugares por orden del Obispo; las pinturas también fueron trasladadas y almacenadas en las salas del Episcopio.

## Descripción
El edificio consta de una sola nave salpicada de arcos de medio punto que dividen el espacio en cinco tramos. En el primer tramo a la izquierda, empezando por la parte trasera de la iglesia, se abre la entrada en el lado norte. En la parte superior, sostenida por un gran arco, se encuentra la galería del coro, con doble orden de sillería y un pequeño órgano que acompañaba las oraciones y cantos de las monjas. En los dos tramos siguientes había cuatro altares en el hueco de los muros. En el cuarto tramo, originalmente, había un gran lienzo ovalado en la pared izquierda, y el púlpito de madera en la derecha. En el último tramo, sobre un piso elevado por dos escalones, se encontraba el altar mayor y en el muro un lienzo con cuatro óvalos laterales. Las monjas podían participar de la misa gracias a cuatro vistas de la nave. El altar mayor se caracteriza por mármoles policromados y un muy fino bajorrelieve que representa la "Visitación". Vemos a Isabel embarazada abrazando a María, que también se encuentra en el turgencia de la maternidad.
En el palacio episcopal se conservan las cuatro pinturas de los altares laterales. Para adornar su lugar de oración, las monjas encargaron pinturas al Neretino Donato Antonio D'Orlando quien en 1616 creó el gran cuadro de San Benito y los santos, y en 1618 el de las santas María Magdalena y Francesca Romana. Además, muy probablemente, en el mismo período creó la Visita de María a Isabel. En la iglesia benedictina había otro cuadro interesante, la Virgen con el Niño y Santa Ana, de principios del siglo XVII, atribuido al pintor de Gallipoli Gian Domenico Catalano. Otro lienzo, fechado en 1793, está firmado por Onofrio Messina; Representa a la Virgen del Carmine con el escapulario ofrecido a las almas del purgatorio. En el suelo, las mayólicas napolitanas reproducían una maraña de sarmientos sobre un fondo azul cielo, que se extendía a todo lo ancho del edificio. En el centro se encontraba el gran escudo de armas del monasterio, aún visible hoy.
De esta iglesia procede otro altar de mármol que, adaptado y reducido, se encuentra en la iglesia ugenta de San Giovanni Bosco. El Episcopio conserva también otras pinturas del monasterio; el primero representa la visita de María a Isabel, el segundo reproduce a la Virgen y el niño a quienes una anciana, quizás Santa Ana, quizás una monja, ofrece una flor y una cesta de cerezas rojas; el tercero, quizás de una época anterior, presenta la escena de San Benedetto salvando a San Plácido de las aguas, en presencia de San Mauro.